# Nikolaus von Tolentino

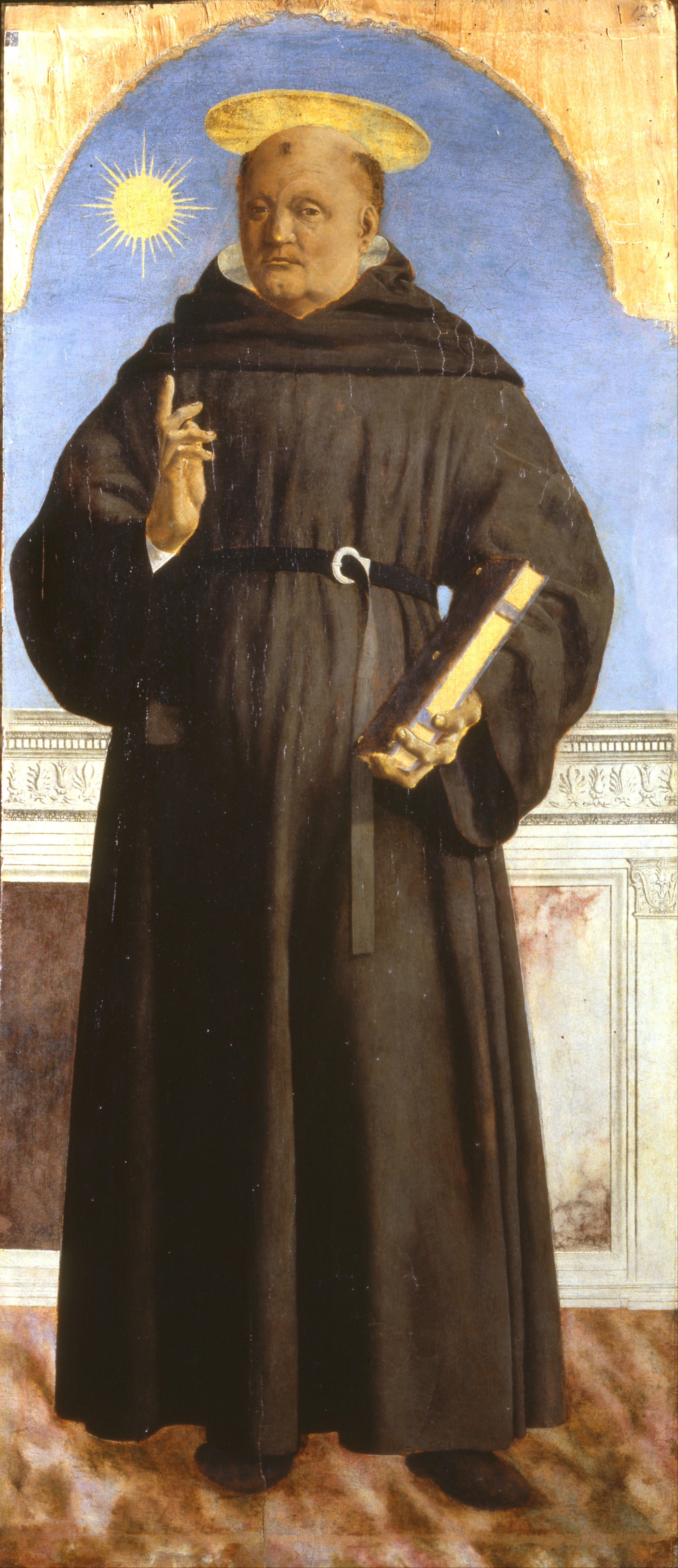
Piero della Francesca, San Nicola da Tolentino

Nikolaus von Tolentino (* um 1245 in Sant’Angelo in Pontano in den Marken; † 10. September 1305 in Tolentino) war ein Mönch und Prediger der Augustiner-Eremiten. Er ist ein Heiliger der katholischen Kirche, kanonisiert von Papst Eugen IV. 1446. Rhetorisch begabt, fand er mit seinen Predigten großen Zulauf.
Zwischen dem 16. und 18. Jahrhundert gehörte er zu den populärsten Heiligen in Europa.

## Leben
Nikolaus trat im Jahre 1250 in das Kloster der Augustiner-Eremiten in Sant’Angelo ein. Seine Predigten, die er in Sant Angelo und in den umliegenden Kirchen der Marken abhielt, lockten große Scharen der Gläubigen an. 1275 ging er nach Tolentino, wo er bis zu seinem Lebensende wirkte und bald von der Bevölkerung wegen ihm zugeschriebener Wunder wie ein Heiliger verehrt wurde. Nikolaus führte ein asketisches Leben. Neben seiner Predigttätigkeit widmete er sich vor allem den Armen und Kranken.
Nikolaus starb am 10. September 1305 in Tolentino. Über seinem Grab wurde eine Basilika errichtet. Heute sind seine Gebeine in einem beleuchteten gläsernen Schrein in der Krypta der Basilika San Nicola aufbewahrt.
Die Akten des von Papst Johannes XXII. 1325 eingeleiteten Kanonisationsprozesses sind erhalten, eine Zusammenfassung daraus diente Eugen IV. als Grundlage für seine Entscheidung.

## Legenden

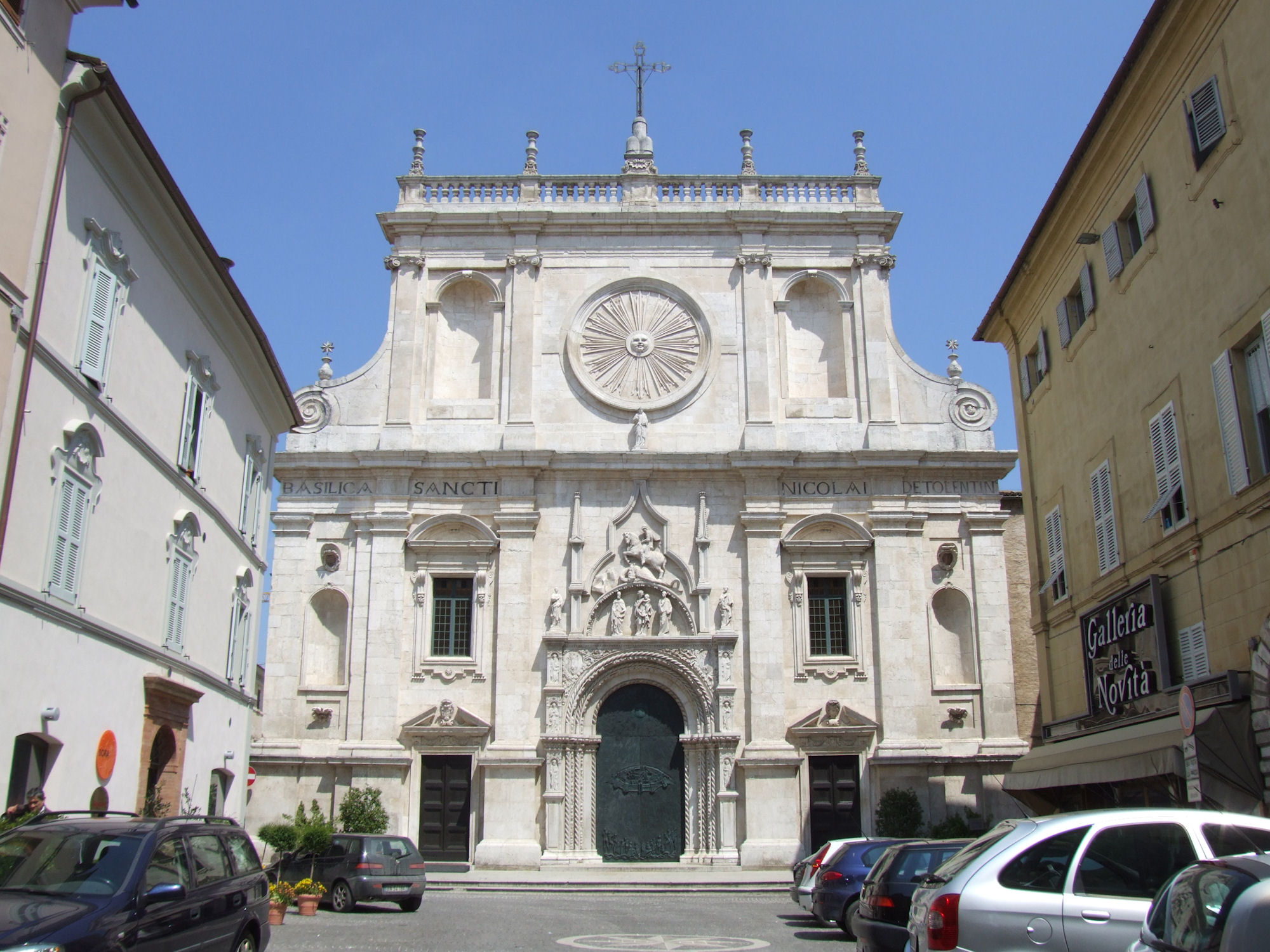
Basilika San Nicola in Tolentino. Über dem Portal ein Relief mit dem strahlenden Stern

Nach der Legende folgte dem Nikolaus ein strahlender Stern, der seine Gestalt beleuchtete. Nikolaus ernährte sich vegetarisch. Als ihm eines Tages ein gebratenes Hühnchen vorgesetzt wurde, schlug er das Kreuz über dem Braten und der Vogel erhob sich in die Luft und flog davon. Nikolaus pflegte auf sein Brot zu verzichten und trug es stattdessen – gegen den Willen seiner Oberen – in ein Tuch geschlagen zu den Armen. Als er entdeckt wurde, schlug er das Tuch auf, und das Brot hatte sich in Rosen verwandelt. Dieses Rosenwunder, eine Wanderlegende, wird auch von den heiligen Elisabeth von Thüringen und Elisabeth von Portugal erzählt.

## Patronate
Nikolaus ist der Patron von Tolentino, Mitpatron von Bayern, Venedig, Rom, Genua, Antwerpen, Córdoba und Lima; der Schiffbrüchigen, Gefangenen, der Freiheit; für das tägliche Brot.
Der heilige Nikolaus ist zugleich auch Patron der katholischen Kirche St. Nikolaus in Berlin-Wittenau.

## Ikonografie
Nikolaus wird dargestellt in der schwarzen Kutte der Augustiner-Eremiten mit einem Stern auf seiner Brust oder über ihm, einer Lilie, einem Beutel mit Geld oder Brot, einem Kreuz oder einem Buch in der Hand.